# Ernst Ditton
Ernst Ditton (* 18. August 1912 in Nußloch; † 2. Dezember 1977 in Mosbach) war ein deutscher Beamter. Er war der letzte Landrat im Landkreis Mosbach.

## Leben
Ditton war Sohn eines Textilkaufmanns und besuchte von 1924 bis 1932 das Gymnasium in Sasbach. Anschließend studierte er in Würzburg, München und Heidelberg Volkswirtschaft, Journalismus und Rechtswissenschaften. Er war Mitglied der katholischen Studentenverbindungen WKStV Unitas-Guelfia München, WKStV Unitas-Hetania Würzburg und WKStV Unitas Heidelberg im UV. Nach dem ersten Staatsexamen im Juli 1936 wurde er Gerichtsreferendar beim Amtsgericht in Durlach. 1940 promovierte er zum Dr. jur. und hatte eine Hilfsstelle bei der Staatsanwaltschaft Karlsruhe inne, wo man ihm eine Festanstellung in Aussicht stellte, zu der es wegen seiner Einberufung zum Wehrdienst im Dezember 1940 vorerst nicht kam. Am Zweiten Weltkrieg nahm er als Ausbilder an der Heeres-Nachrichtenschule in Leipzig und als Funker an Kriegsschauplätzen der Ostfront teil.
Nach seiner Heimkehr aus sowjetischer Kriegsgefangenschaft trat er am 17. Januar 1949 eine Stelle beim Landratsamt in Mosbach an. Im Februar 1950 wurde er als Regierungsassessor zum Landratsamt Sinsheim versetzt. 1951 wurde er zum Regierungsrat befördert, 1952 Beamter auf Lebenszeit. Bei der Landratswahl 1954 trat Ditton als der jüngste von vier Bewerbern gegen seinen Vorgesetzten Erwin Dörzbacher an. Dörzbacher hatte als CDU-Kreisvorsitzender bereits bei der Kreistagswahl von 1953 hohe Verluste zugunsten der Unabhängigen Wählervereinigung hinnehmen müssen. Die veränderten Sitzverhältnisse im Kreistag ließen Ditton als Sieger der Landratswahl hervorgehen.
Ditton schuf gleich nach seinem Amtsantritt eine Abteilung für Wirtschaftsförderung, die wichtige Verbesserungen der Verkehrswege und des Bildungsangebotes erreichte und den neuzeitlichen Ausbau der Infrastruktur in den ländlichen Gemeinden des Kreises in Angriff nahm. Ditton setzte sich auch sehr für die Industrieansiedlung und den Wohnungsbau im wirtschaftlich damals noch schwachen Kreis Mosbach ein. Im Laufe seiner Amtszeit wurden 3.000 neue Arbeitsplätze und 8.000 neue Wohnungen geschaffen. Als Landrat war Ditton außerdem maßgeblich am Bau von verschiedenen wichtigen Einrichtungen des Kreises Mosbach beteiligt, darunter der Handelslehranstalt (1955), des Kreisaltersheims in Hüffenhardt (1959), des Kreiskrankenhauses in Mosbach (1960), der Erweiterung der Kreisgewerbeschule (1971) und der Erweiterung des Kreiskrankenhauses (1973).
Als Landrat war Ditton Vorsitzender des Kreiskuratoriums des Volksbildungswerks und des Kreisvereins des Roten Kreuzes sowie stellvertretender Vorsitzender der Planungsgemeinschaft Odenwald und des Deutschen Vereins für öffentliche und private Vorsorge.
Die letzten Jahre von Dittons Amtszeit waren von den Vorbereitungen für die Kreisreform 1973 geprägt, die den Kreis Mosbach mit dem Landkreis Buchen zum Odenwaldkreis vereinigte. Ditton trat aus gesundheitlichen Gründen zum Tag der Vereinigung am 1. Januar 1973 in den Ruhestand. Der vormalige Buchener Landrat Hugo Geisert wurde Landrat des neu gebildeten Kreises.
Ditton zog nach Ende seiner Dienstzeit nach Karlsruhe. Er starb nach langer schwerer Krankheit im Kreiskrankenhaus in Mosbach.